# راموش هارادینای
راموش هارادینای (انگلیسی: Ramush Haradinaj؛ زادهٔ ۳ مارس ۱۹۶۸) یک سیاست‌مدار اهل جمهوری فدرال سوسیالیستی یوگسلاوی است.وی از دسامبر ۲۰۰۴ تا مارس ۲۰۰۵ نخست‌وزیر کوزوو بود.وی هم‌چنین از فرماندهان ارتش آزادی‌بخش کوزوو بود.
وی توسط دادگاه بین‌المللی کیفری یوگسلاوی سابق به جنایت علیه بشریت و جنایت جنگی علیه صربها و آلبانیایی‌ها بین مارس تا سپتامبر ۱۹۹۸ و در جریان جنگ کوزوو متهم شد اما در ۳ آوریل ۲۰۰۸ از تمامی اتهامات تبرئه شد.